# Dendrocincla merula badia
Dendrocincla merula badia é uma subespécie de arapaçu-da-taoca, pertencente à família Furnariidae e ao gênero Dendrocincla. Se trata de uma espécie endemica do Brasil.

## Área de Ocorrência
Ocorre na Amazônia Oriental, restrita ao Centro de Endemismo Belém. Habita matas de terra firme e ripárias, normalmente no interior da mata primária com sub-bosque aberto. 
É encontrado aos casais ou em pequenos bandos e é um seguidor obrigatório de formigas de correição (Eciton burchelli e Labidus praedator), dependendo dessas para encontrar alimento, que consiste em artrópodes e, ocasionalmente, pequenos vertebrados. Também segue porcos-do-mato, capturando as presas afugentadas pelos bandos. Os indivíduos movimentam-se bastante, procurando colunas ativas de formigas de correição, podendo se deslocar vários quilômetros por dia. 
É dependente de florestas e da presença de formigas de correição, animais que necessitam de grandes áreas preservadas para sobreviver.

## Taxonomia
Demonstrou, por meio de estudos moleculares, ser reciprocamente monofilética em relação às outras populações da espécie D. merula. Isso justifica a consideração dessa população como pelo menos uma espécie filogeneticamente independente ou como uma unidade evolutiva significativa de importância para a conservação.

## Ameaças
Degradação do habitat natural, causada principalmente pelo desmatamento e pela expansão agrícola. A fragmentação do habitat também pode estar afetando a população da espécie, pois ela requer áreas contínuas de floresta para sobreviver.